# Karin Köllerer
Karin Köllerer, avstrijska alpska smučarka, * 8. oktober 1970, Kuchl, Avstrija.
Štirikrat je nastopila na svetovnih prvenstvih ter osvojila dve šesti in deveto mesto v slalomu. V svetovnem pokalu je tekmovala trinajst sezon med letoma 1989 in 2001 ter dosegla štiri uvrstitve na stopničke v slalomu. V skupnem seštevku svetovnega pokala je bila najvišje na devetnajstem mestu leta 2001, ko je bila tudi četrta v slalomskem seštevku.